# Harjosari Lor
Harjosari Lor is een bestuurslaag in het regentschap Tegal van de provincie Midden-Java, Indonesië. Harjosari Lor telt 7801 inwoners (volkstelling 2010).